# 카바여현

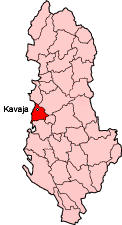
카바여 현의 위치

카바여현(알바니아어: Rrethi i Kavajës)은 알바니아를 구성하는 36개 현 가운데 하나로, 현청 소재지는 카바여이며 면적은 393km2, 인구는 105,000명(2004년 기준)이다. 행정 구역상으로는 티라나 주에 속한다.